# Dicke Luft (Kurzfilm)
Dicke Luft ist ein US-amerikanischer animierter Kurzfilm von Chuck Jones aus dem Jahr 1949.

## Handlung
Als der Inhaber einer Parfümerie seinen Laden öffnet, reagiert er schockiert: Das Stinktier Pepé le Pew durchstöbert seine Auslagen. Auch ein herbeigerufener Gendarm sucht panisch das Weite. Der Ladeninhaber greift sich die vorbeikommende Katze Penelope, die das Stinktier verjagen soll.
Penelope wird durch einen unglücklichen Zufall der Rücken zum Teil weiß gefärbt. Pepé hält die Katze nun für ein weibliches Stinktier und verfolgt es so hartnäckig wie verliebt. Penelope gelingt stets die Flucht. Die Katzendame verschanzt sich schließlich in einem Glaskasten und bedeutet Pepé, dass sie seinen Gestank nicht aushalten könne. Als Pepé seinem Leben daraufhin mit einer Pistole ein Ende setzen will und ein Schuss ertönt, eilt Penelope zu ihm und das Stinktier sieht dies als Zeichen ihrer Liebe an. Die Flucht Penelopes geht weiter und endet schließlich mit einem Sprung aus dem Fenster. Pepé springt hinterher und landet in einem Eimer blauer Farbe. Penelope, die in einem Wasserfass gelandet ist, sieht nun wieder wie eine nasse Katze aus und Pepé sucht verzweifelt nach dem Stinktierweibchen. Penelope wiederum entdeckt ihre Liebe zu Pepé und verfolgt diesen, der entsetzt flüchtet.

## Produktion
Dicke Luft kam am 12. November 1949 als Teil der Warner-Bros-Trickfilmserie Looney Tunes in die Kinos. Alle Personen des Films werden von Mel Blanc gesprochen.

## Auszeichnungen
Dicke Luft gewann 1950 den Oscar in der Kategorie „Bester animierter Kurzfilm“.